# NGC 5326
NGC 5326 este o galaxie spirală situată în constelația Câinii de Vânătoare. A fost descoperită în 14 ianuarie 1788 de către William Herschel. Se află la o distanță de 39,4 de megaparseci de Pământ.